# 육예
육예(六藝)는 《주례(周禮)》에서 이르는 여섯 가지 기예를 가리키는 말이다.
6예는 예(禮), 악(樂), 사(射), 어(御), 서(書), 수(數)이며, 이는 각각 예학(예법), 악학(음악), 궁시(활쏘기), 마술(말타기 또는 마차몰기), 서예(붓글씨), 산학(수학)에 해당한다고 여겨진다.

## 같이 보기
- 육덕(六德) : 지(智), 인(仁), 성(聖), 의(義), 충(忠), 화(和)
- 육행(六行) : 효(孝), 우(友), 목(睦), 인(姻), 임(任), 휼(恤)